# Associació de Futbol de Sierra Leone
L'Associació de Futbol de Sierra Leone (SLFA) —en anglès: Sierra Leone Football Association— és la institució que regeix el futbol a Sierra Leone. Agrupa tots els clubs de futbol del país i es fa càrrec de l'organització de la Lliga de Sierra Leone de futbol i la Copa. També és titular de la Selecció de futbol de Sierra Leone absoluta i les de les altres categories.
Va ser formada el 1923.
- Afiliació a la FIFA: 1960[4]
- Afiliació a la CAF: 1967[5]